# اسکندرنامه
مثنوی اسکندرنامه اثر طبع نظامی گنجوی است. اسکندرنامه شامل دو بخش است: شرفنامه و اقبال‌نامه. این اثر شامل حدود ۱۰٬۵۰۰ بیت، در بحر متقارب مثمن مقصور (یا محذوف) است* (هموزن شاهنامهٔ فردوسی) که در حدود سال ۵۹۹ ه‍.ق سروده شده است. نظامی در سرودن این مثنوی از منابع مختلفی که دربارهٔ اسکندر مطالب (تاریخی یا داستانی) داشته‌اند، استفاده کرده است.

## اقبال‌نامه
اقبال‌نامه یا خردنامه، ششمین نامهٔ نظامی گنجوی (۵۳۵–۶۱۴ ق) است. نظامی اقبال‌نامه را به نام «عزالدین مسعود بن ارسلان» سلجوقی منظوم گردانیده است. اشعار این دفتر با نیایش پروردگار و نعت پیامبر اسلام آغاز می‌شود و سپس با افسانه‌هایی چون افسانهٔ ارشمیدس با کنیزک چینی، افسانهٔ ماریهٔ قبطیه، افسانهٔ خراسانی و فریب دادن خلیفه ادامه می‌یابد. از دیگر داستان‌ها و حکایات کتاب می‌توان به ذوالقرنین دانستن اسکندر، داستان او با شبان دانا و احوالش با سقراط یا گفت‌وگوی حکیم هند با وی و هفت حکیم دیگر اشاره کرد. بخش دیگر اشعار به ذکر گفتارهایی از اشخاص مختلف چون ارسطو، والیس، سقراط، بلیناس، هرمس، اسکندر، افلاطون و دیگران دربارهٔ آفرینش اختصاص دارد. ادعای پیامبری اسکندر و ادامهٔ جهانگردی او تا مناطقی چون هند، ده سرپرستان در عرض جنوب و سرزمین یاجوج و هم‌چنین وصیت‌نامهٔ اسکندر از دیگر مطالب کتاب محسوب می‌شود. در انتها نیز اشعاری در ستایش ملک عزالدین مسعود بن ارسلان آمده است.